# Светско првенство у хокеју на леду 2026.
Светско првенство у хокеју на леду 2026. биће 89. по реду такмичењу за титулу светског првака у хокеју на леду у организацији Светске хокејашке федерације (ИИХФ). Одржаће се у Цириху и Фрибургу, Швајцарска, од 15. до 31. маја 2026. године, како је објавила Међународна хокејашка федерација 27. маја 2022. у Тампереу, Финска.

## Избор домаћина
Једини кандидати били су Казахстан и Швајцарска. Швајцарска је првобитно требало да буде домаћин 2020. године, али је турнир отказан због Пандемије ковида 19, док Казахстан никада није био домаћин овог такмичења.
На крају, 27. маја 2022. године, организација је додељена Швајцарској. Гласање није било потребно, јер је Казахстан повукао своју кандидатуру.

## Дворане
| Цирих             | ЦирихФрибург | Фрибург          |
| Капацитет: 12.000 | ЦирихФрибург | Капацитет: 9.009 |
| ----------------- | ------------ | ---------------- |

## Учесници
На турниру као и претходних неколико година учествује укупно 16 репрезентација подељених у две групе са по 8 екипа. Директан пласман на првенство обезбедило је 14 првопласираних репрезентација са Светског првенства 2025. у Шведској и Данској, те две најбоље пласиране селекције са Светског првенства прве дивизије 2024. (група А). Са европског континента долази 13 учесника, два учесника су из Северне Америке и један из Азије. У односу на претходну годину новалије на првенству су селекције Велике Британије и Италије.